# José Moreno Hernández

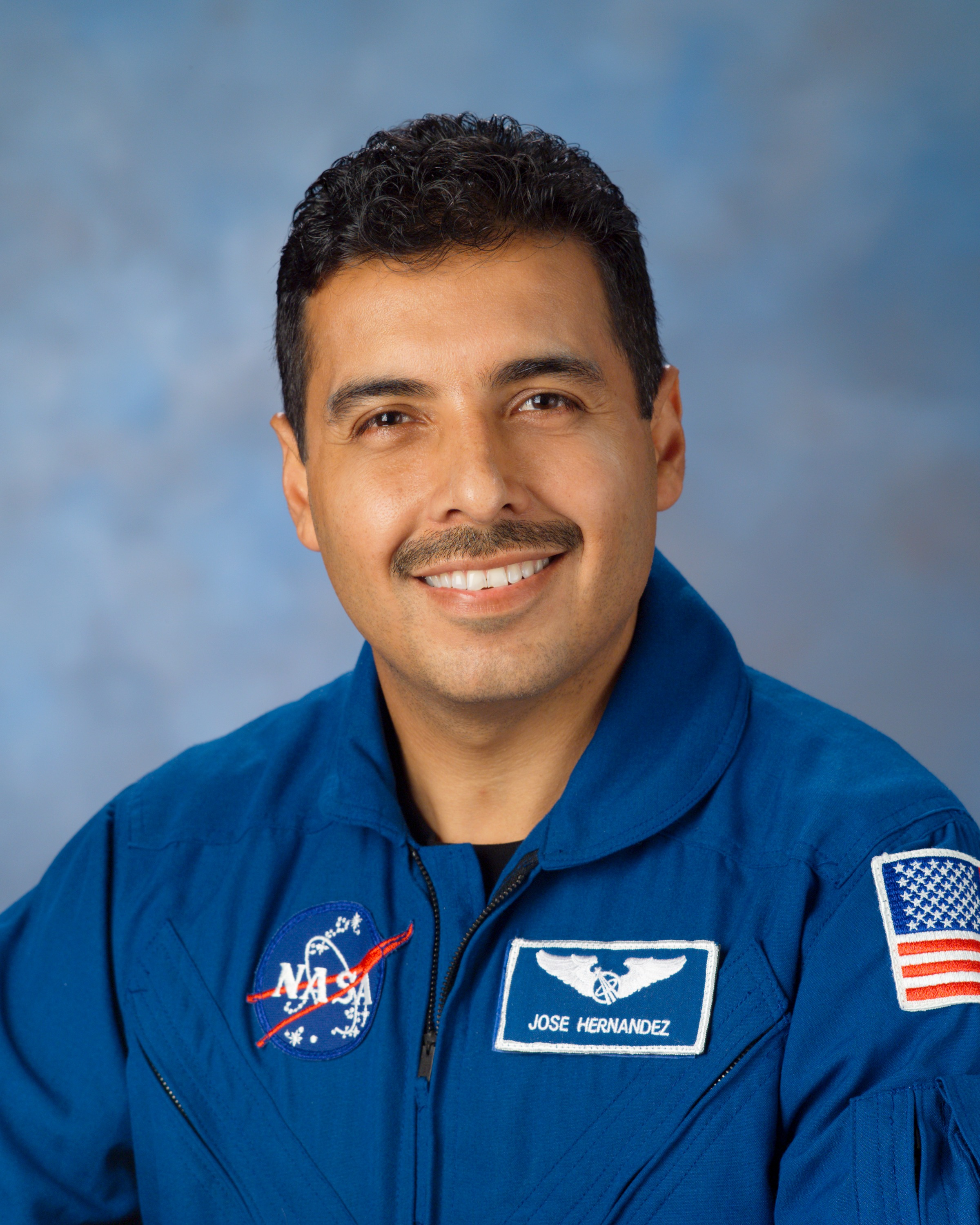
José Moreno Hernández

José Moreno Hernández (French Camp, Kalifornia, 1962. augusztus 7. –) amerikai mérnök, űrhajós.

## Életpálya
1984-ben az University of the Pacific keretében villamosmérnöki oklevelet szerzett. 1986-ban a Kaliforniai Egyetemen megvédte mérnöki diplomáját. 1987-2001 között a Lawrence Livermore National Laboratory-ban dolgozott. Munkatársával kidolgozta a digitális mammográfia képalkotó rendszert. Találmányukkal elősegítették a korai emlőrák kimutatását. 2001-ben csatlakozott a JSC állományához.
2004. május 6-tól a Lyndon B. Johnson Űrközpontban részesült űrhajóskiképzésben. 2007 májusában egy 11 napos tenger alatti (NASA Extreme Environment Mission Operations NEEMO 12) kiképzésen vett rész. Egy űrszolgálata alatt összesen 13 napot, 20 órát és 54 percet (332 óra) töltött a világűrben. Űrhajós pályafutását 2011 januárjában fejezte be.

## Űrrepülések
STS–128 a Discovery űrrepülőgép 37. repülésének küldetésfelelőse. A személyzet csere végrehajtásával lehetővé vált, hogy a 3 fős legénység 6 fősre bővüljön. Logisztikai ellátmány szállítása a  Leonardo Multi-Purpose Logistics Module (MPLM) fedélzetén és egy, a hűtőrendszerben használt ammóniát tartalmazó tartály (a Lightweight Multi-Purpose Experiment Support Structure Carrier segítségével) feljuttatása, cseréje. Harmadik űrszolgálata alatt összesen 13 napot, 20 órát és 54 percet (332 óra) töltött a világűrben. 9 262 217 kilométert (5 755 275 mérföldet) repült, 219 alkalommal kerülte meg a Földet.